# Santo Trafficante
Santo Trafficante, noto anche come Santino, pseudonimo di Fabian Santo Caruso (Stoccarda, 1982), è un rapper e beatmaker italiano.

## Biografia
Fabian Santo, detto anche Santo Trafficante, è un rapper italo tedesco entrato presto nel mondo della musica come rapper/cantante e produttore beatmaker. Ha iniziato a pubblicare la sua musica a livello indipendente dal 2003, attraverso lavori come "Progetto Gorilla" e "Torrino Hills". In seguito all'entrata nella Prestigio Records, un'etichetta canadese, Santo Trafficante ha potuto estendere i propri lavori su scala nazionale. Tra gli artisti di spicco con cui Santo Trafficante ha collaborato ci sono Tormento, Cor Veleno, Amir, Inoki, Bassi Maestro, Marracash, Club Dogo, Noyz Narcos, Metal Carter e Crookers.

## Discografia

### Studio e Street album
- 2004 - Progetto Gorilla (con Tony Sky)
- 2005 - Torrino Hills
- 2008 - Ghiaccio - Il Principio
- 2009 - Sono Leggenda
- 2011 - Reborn
- 2012 - Maximus

### EP
- 2007 - Buone feste 2008
- 2008 - Santo Natale
- 2010 - Santino Nord, Torrino's Lord

### Mixtape
- 2005 - C.A.P.O
- 2006 - Prestigio Click Bang vol. 1 (con Amir)
- 2008 - Prestigio Click Bang vol. 2 (con Amir)
- 2008 - Eiszeit Mixtape Vol. 1
- 2009 - Vivi
- 2010 - Lascia Morire
- 2012 - Patto con il Diavolo
- 2015 - L'anima di Roma